# SN 2007ox
SN 2007ox – supernowa typu Ia-? odkryta 13 października 2007 roku w galaktyce A224658-0004. W momencie odkrycia miała maksymalną jasność 21,70m.